# عيد الاستقلال (البحرين)
يوم الاستقلال في البحرين هو يوم عطلة في البحرين إحياءً لذكرى إعلان الاستقلال عن الإمبراطورية البريطانية والذي حدث في 15 أغسطس 1971، بعد إعلان البريطانيين انسحاب قواتهم شرقي السويس في أوائل الستينيات. وقعت البحرين معاهدة صداقة مع البريطانيين أنهت الاتفاقيات السابقة بين الجانبين.
على الرغم من أن 15 أغسطس هو التاريخ الفعلي الذي نالت فيه البحرين استقلالها عن بريطانيا إلا أنها لا تحتفل بهذا التاريخ. بدلا من ذلك فإن البحرين تحتفل سنويا في 16 ديسمبر بـ«اليوم الوطني» الذي يتزامن مع يوم تتويج الحاكم السابق عيسى بن سلمان آل خليفة. على هذا النحو فإن 16 ديسمبر يوم عطلة وطنية وعادة ما يتم الاحتفال بعرض للألعاب النارية.

## طالع أيضًا
- البحرين.
- عيد الاستقلال.
- حمد بن عيسى بن سلمان آل خليفة.